# Scarlatto e nero
Scarlatto e nero (The Scarlet and the Black) è una miniserie televisiva in due puntate del 1983, diretta da Jerry London e con protagonisti Gregory Peck, Christopher Plummer e John Gielgud. Tratta dal racconto The Scarlet Pimpernel of the Vatican di J. P. Gallagher, è ambientata nella Roma degli anni quaranta durante l'occupazione nazista.

## Trama
Roma, 1943: Monsignor Hugh O'Flaherty, un sacerdote irlandese residente in Vaticano, organizza attività di soccorso ed asilo nei confronti della popolazione perseguitata dalla Gestapo sotto il comando del colonnello Herbert Kappler.

## Distribuzione
Trasmessa negli Stati Uniti in un'unica serata il 2 febbraio 1983 sulla rete CBS, in Italia è andata in onda l'8 e il 15 maggio dello stesso anno in prima serata su Rai 1.